# Капустін Сергій Олексійович
Сергій Олексійович Капустін (рос. Капустин Сергей Алексеевич; 13 лютого 1953, Ухта, Комі АРСР, СРСР — 4 червня 1995, Москва, Росія) — радянський хокеїст, нападник, Заслужений майстер спорту СРСР (1975).

## Біографія
Сергій Капустін прийшов у московські «Крила Рад» з Ухти в 1971 році. У цій команді він виріс у гравця високого класу. У «Крилах» з приходом Б. П. Кулагіна змінився тренувальний процес і ставлення хокеїстів до справи. У команді підібралися талановиті гравці: О. Сидельников, В. Анісін, Ю. Лебедєв, О. Бодунов, В. Репнєв, С. Котов та інші. У 1974 році «Крила Рад» здобули перемогу у чемпіонаті СРСР і завоювали Кубок СРСР. Сергій став одним з лідерів команди, долучався до лав збірної СРСР. Три сезони Капустін грав за ЦСКА разом з Г. Балдерісом і В. Жлуктовим. У 1980 році Кулагін очолив московський «Спартак», і Капустін став гравцем цього клубу. Ведуча трійка нападу клубу В. Шалімов — С. Шепелєв — С. Капустін успішно грала кілька сезонів, завоювала зі збірною СРСР Кубок Канади 1981 року. Капустін був капітаном «Спартака», неодноразово його запрошували в НХЛ.
У чемпіонатах СРСР Капустін провів 517 матчів і закинув 277 шайб.
Нагороджений двома орденами Дружби народів (1978, 1981), медаллю «За трудову відзнаку» (1975).
Сергій Олексійович Капустін помер 4 червня 1995 в Москві у віці 42 років від зараження крові (сепсису) в результаті нещасного випадку, похований у Москві на Востряковському кладовищі, ділянка 29.

## Досягнення
- Чемпіон зимових Олімпійських ігор 1976 року.
- Чемпіон світу та Європи 1974, 1975, 1978, 1979, 1981, 1982, 1983 років.
- Володар Кубка Виклику 1979 року.
- Чемпіон СРСР 1974, 1978, 1979, 1980 років.
- Володар Кубка Канади 1981 року.
- Найкращий бомбардир чемпіонату світу 1974 року.
- Найкращий бомбардир Кубок Шпенглера 1981.

## Пам'ять
13 лютого 2003 відбувся матч ветеранів «Крила Рад» — Зірки СРСР, присвячений пам'яті Сергія Капустіна.
30 березня 2012 на батьківщині Сергія Капустіна, в місті Ухта, відкрили льодовий палац спорту імені Сергія Капустіна, розрахований на 2500 глядачів.